# Angela Steenbakkers
Angela Steenbakkers (født 3. juni 1994 i Venlo, Holland) er en hollandsk håndboldspiller som spiller for HSG Blomberg-Lippe i Tyskland og det hollandske landshold. 